# Fire Emblem Engage
Fire Emblem Engage é um RPG tático desenvolvido pela Intelligent Systems e publicado pela Nintendo para o Nintendo Switch. É um capítulo da série Fire Emblem e foi lançado em 20 de janeiro de 2023.
Fire Emblem Engage recebeu críticas geralmente positivas dos críticos, que elogiaram as inovações de jogabilidade, pontuação e visuais, mas sentiram que a história e os elementos de simulação social foram subdesenvolvidos em comparação com seu antecessor, Fire Emblem: Three Houses.

## Jogabilidade
A jogabilidade é semelhante aos jogos anteriores da série, mas com a adição dos Emblem Rings ou Anéis do Emblema que permitem que as unidades lutem ao lado dos senhores dos jogos Fire Emblem anteriores.

## História

### Contexto
Engage se passa no continente de Elyos e apresenta protagonistas anteriores da série que podem ser convocados como espíritos chamados "Emblems" com Emblem Rings.
Alear, um dragão divino, é acordado de um sono de mil anos para ajudar a derrotar o Dragão Caído Sombron reunindo os Emblem Rings espalhados por Elyos.

### Sinopse
Mil anos atrás, o maligno Dragão Caído Sombron foi selado pelo Dragão Divino Lumera, mas durante a luta, o filho de Lumera, Alear, é gravemente ferido e colocado em um sono. Mil anos depois, Alear finalmente desperta de seu sono e se reúne brevemente com Lumera. No entanto, Alear perdeu a maior parte de suas memórias antes de adormecer e só consegue se lembrar de como usar seu Emblem Ring, que pode invocar o espírito Emblem Marth para ajudá-los na batalha. Além disso, criaturas mortas-vivas chamadas Corrompidas começam a aparecer por toda Elyos, sinalizando o retorno de Sombron. O castelo de Lumera é subitamente atacado por um exército do Reino de Elusia, que busca reviver Sombron. Os Elusianos conseguem roubar a maior parte dos Emblem Rings de Lumera e Lumera se sacrifica para proteger Alear do ataque de uma feiticeira.
Com a morte de Lumera, Alear resolve assumir seu manto como o Dragão Divino e proteger Elyros. Com seus companheiros, Alear se aventura e auxilia os Reinos de Firene e Brodia contra ataques de Elusia, além de recuperar vários outros Emblem Rings. Ao longo do caminho, Alear também faz amizade com uma jovem chamada Veyle. Alear finalmente confronta o Rei Hyacinth de Elusia, mas não consegue impedi-lo de reviver Sombron, que devora Hyacinth. Veyle então revela que ela foi a verdadeira mente por trás da abertura de Sombron, além de ser sua filha e a feiticeira responsável por matar Lumera. Ela então rouba todos os Emblem Rings que Alear e seus companheiros possuem, permitindo que Sombron os corrompa para o seu lado. Sem os Emblem Rings, Alear e seus companheiros são forçados a fugir para salvar suas vidas. Eles são auxiliados pela Princesa Ivy de Elusia, que decide se juntar a Alear e dá a eles os dois Emblem Rings de Elusia.
Alear e seus companheiros seguem para o Reino de Solm para reagrupar e recrutar mais aliados e Emblem Rings. Eles começam a combater os generais de Sombron, os Quatro Cães: Zephia, Griss, Mauvier e Marni. Eles também descobrem que Veyle está de fato sendo controlado por Sombron por meio de uma dupla personalidade maligna. Durante uma batalha, o verdadeiro Veyle é capaz de se libertar temporariamente do controle de Sombron e devolver um dos Emblem Rings para Alear antes de ser levado pelos Quatro Cães. Alear continua sua busca por Sombron e os Quatro Cães, mas eventualmente descobre, para sua consternação, que eles são na verdade filhos de Sombron. Mil anos atrás, Alear se rebelou contra Sombron e foi adotada por Lumera, que transferiu constantemente seus próprios poderes do Dragão Divino para Alear enquanto eles dormiam. Apesar de ter nascido um Dragão Caído, Alear ainda pode invocar o poder do Dragão Divino para selar Sombron. Enquanto isso, Mauvier e Marni desertam para o lado de Alear para salvar Veyle, que é irmã de Alear. Eles também avisam Alear que Sombron pretende invadir a Terra de Lythos e reviver sua própria terra de Gradlon, de onde ele pode assumir não apenas Elyos, mas também outros mundos.
Alear é forçada a enfrentar Veyle mais uma vez, mas Marni se sacrifica para danificar o capacete que controla Veyle, o que restaura sua verdadeira personalidade. Sombron então ataca Veyle, com Alear se sacrificando para protegê-la. Com Alear morto, Sombron drena o poder dos Emblem Rings e restaura a terra de Gradlon. A personalidade maligna de Veyle então reafirma o controle e ela ataca os companheiros de Alear. Enquanto isso, o espírito de Alear encontra o de Veyle na vida após a morte, e eles convencem Veyle a retomar o controle de seu corpo e revivê-los como um Corrompido. Veyle bane permanentemente seu lado maligno e revive Corrupted Alear, que é capaz de manter sua sanidade e reativar os Emblem Rings antes que seu corpo desmorone com a tensão. No entanto, os 12 Emblemas, inspirados pelo desejo de Alear de continuar lutando para salvar o mundo, unanimemente concordam em sacrificar a maior parte de seu poder para reviver Alear como o 13º Emblema.
Após o reagrupamento, Alear e Veyle lideram seus companheiros para destruir os Fragmentos de Dragão Caído de Sombron para quebrar a barreira que o protege. Eles acabam derrotando e matando Zephia e Griss no processo, embora Zephia dê a eles um cristal para alcançar o próximo Dragão Caído Shard antes que ela morra. Alear usa o cristal, mas descobre que na verdade os transportou mil anos para o passado, onde eles encontram seu eu passado e são forçados a lutar contra eles. Alear derrota seu eu passado e destrói o Shard, involuntariamente configurando eventos para que seu eu passado encontre Lumera pela primeira vez. Alear então prossegue para o Shard final, que é guardado por Lumera revivido como um Corrompido. Alear derrota Lumera Corrompido e consegue ter palavras de despedida em seus últimos momentos, quando ela recupera sua sanidade.
Enquanto Alear e seus companheiros avançam para o confronto final com Sombron, Emblem Marth revela que fechar o portal que Sombron abriu cortará Elyos dos outros mundos, o que significa que os outros emblemas deixarão de existir. Independentemente disso, Alear continua e confronta Sombron, que revela que foi exilado para Elyos de outro mundo, e deseja recuperar o Emblema Zero para que ele possa retornar ao seu mundo natal e se vingar. Alear e seus companheiros matam Sombron e fecham o portal, acabando com suas ambições, por meio de Alear é forçado a se despedir dos Emblemas enquanto eles desaparecem. Depois disso, os companheiros de Alear retornam aos seus respectivos reinos para ajudar a reconstruir Elyos enquanto Alear sucede Lumera como o novo Monarca Dragão Divino.
Em uma cena pós-créditos, enquanto Alear se prepara para a cerimônia de coroação, é revelado que os Emblem Rings ainda retêm parte de seu poder e Emblem Marth pensa que os Emblemas e Alear se encontrarão novamente algum dia.

## Desenvolvimento
De acordo com Tsutomu Tei, diretor de jogo da Intelligent Systems, Engage tem estrutura de história simplificada em relação ao título anterior da série, Fire Emblem: Three Houses, focando em apenas um objetivo principal para que os jogadores possam focar na jogabilidade tática. Genki Yokota, produtor do Nintendo EPD Group nº 2, diz que, embora vários caminhos de história possam ser interessantes para um jogo, os jogadores podem sentir que é opressor; portanto, para este título, eles decidiram não ter mais de um caminho a ser jogado, em vez de ter um foco em um caminho.
A ideia do sistema Emblem de acordo com Kenta Nakanishi, diretor do Nintendo EPD Group No. 2, surgiu quando os desenvolvedores estavam discutindo sobre o sistema de casamento de títulos anteriores, como Fire Emblem: Genealogy of the Holy War, Fire Emblem Awakening e Fire Emblem Fates, e como esses jogos tinham um sistema de casamento onde os filhos do casamento herdam as habilidades dos pais, os desenvolvedores decidiram criar o sistema de emblemas para tornar o emparelhamento mais casual, além de inserir os personagens de jogos anteriores e fundi-los com outros personagens para experimentação.
Em relação à arte do jogo, o diretor Tsutomu diz que eles estavam procurando por um artista com um estilo de design que pudesse atrair um público mais amplo, incluindo jogadores mais jovens, além de ter a capacidade de fazer vários tipos de designs para os personagens de a direção de uma direção chamativa que eles queriam ir em geral. Entre os candidatos, estava Mika Pikazo, uma ilustradora famosa no Japão desde 2010, ela trabalhou em vários gêneros de arte, incluindo design de personagens, logotipo e design de mercadorias para marcas de vestuário, arte de capa para romances e capas de CDs. Os desenvolvedores queriam Pikazo devido às suas cores vivas, vibrantes e radiantes, que eles acharam um ajuste perfeito para o jogo que queriam fazer. Segundo o diretor, foi decisão unânime da equipe de desenvolvimento a contratação de Pikazo por esses motivos, tendo a artista aceitado por também ser uma grande fã da franquia. Devido à quantidade de detalhes e cores da arte de Pikazo, a equipe de modelagem 3D teve dificuldade em trazê-la à vida em 3D, a ponto de ser sugerido usar a arte 2D para diálogos como nos jogos anteriores da série, mas no No final, a equipe conseguiu aproximá-lo das ilustrações originais após um trabalho árduo tentando tornar os modelos semelhantes a ele.
Ao contrário dos jogos anteriores, que usavam mecanismos personalizados, Engage é construído no Unity e é um dos poucos títulos publicados pela Nintendo a não usar um mecanismo interno personalizado.

## Lançamento
O jogo foi anunciado pela primeira vez em um Nintendo Direct de 13 de setembro de 2022. Uma "Edição Divina" do jogo também foi anunciada, incluindo um livro de arte, pôster, estojo de livro de aço e cartas de arte representando os protagonistas anteriores que podem ser convocados com os Emblem Rings, incluindo Marth de Fire Emblem: Shadow Dragon and the Blade of Light e Celica de Fire Emblem Gaiden. Em 16 de novembro, um trailer da história foi lançado, revelando detalhes da história, incluindo a promessa de Alear para sua falecida mãe e uma versão sombria de Marth. Na semana seguinte, a Nintendo carregou um trailer de jogo apresentando novos personagens e mais protagonistas que retornaram da série. Além de Marth e Celica, Sigurd de Fire Emblem: Genealogy of the Holy War, Lyn de Fire Emblem: The Blazing Blade, Corrin de Fire Emblem Fates e Byleth de Fire Emblem: Three Houses também foram confirmados para retornar.
Durante o Game Awards 2022, um novo trailer foi exibido anunciando um Passe de Expansão para o jogo. A primeira onda foi definida para ser lançada junto com o jogo e inclui Edelgard, Dimitri e Claude de Fire Emblem: Three Houses e Tiki de Fire Emblem: Shadow Dragon and the Blade of Light aparecendo como emblemas. Mais três ondas de conteúdo serão incluídas no Passe de Expansão e serão lançadas ao longo de 2023. Além disso, os emblemas restantes para o jogo base foram revelados como Leif de Fire Emblem: Thracia 776, Roy de Fire Emblem: The Binding Blade, Eirika e Ephraim de Fire Emblem: The Sacred Stones, Ike de Fire Emblem: Path of Radiance, Micaiah de Fire Emblem: Radiant Dawn e Lucina de Fire Emblem Awakening.
Em 12 de dezembro, um evento de votação "A Hero Rises" com Fire Emblem Heroes foi anunciado com foco nos doze personagens apresentados como Emblems in Engage, com a votação aberta até 25 de dezembro. Em 15 de dezembro, a Nintendo lançou um trailer revelando Somniel, um local visitado entre batalhas semelhante ao Monastério Garreg Mach de Three Houses . Inúmeras atividades em Somniel foram exibidas, incluindo gerenciamento do Emblem Ring, malhar, pescar, jantar e lutar em uma arena. O jogo foi lançado em 20 de janeiro de 2023. Mais tarde naquele dia, uma adaptação de mangá por Kazurō Kyō foi anunciada para começar a serialização na revista Saikyō Jump da Shueisha e no site Shōnen Jump+ em 3 de março de 2023, com um prólogo lançado no mês anterior.
Em um Nintendo Direct em 8 de fevereiro de 2023, Hector de Fire Emblem: The Blazing Blade, Soren de Fire Emblem: Path of Radiance e Camilla de Fire Emblem Fates foram anunciados como Emblems in Wave 2 of the Expansion Pass, que foi lançado posteriormente. dia. Além disso, a Wave 3 foi anunciada para incluir Chrom e Robin de Fire Emblem Awakening e Veronica de Fire Emblem Heroes como Emblems com a quarta e última onda contendo uma nova história intitulada "Fell Xenologue".

## Recepção

### Recepção critica
Fire Emblem Engage recebeu críticas "geralmente favoráveis" com uma pontuação agregada de 81/100 no Metacritic, com base em 113 análises.

### Vendas
Fire Emblem Engage foi o jogo de varejo mais vendido durante sua primeira semana de lançamento no Japão, com 144.558 cópias físicas vendidas em todo o país.